# Atlasacris peculiaris
Atlasacris peculiaris är en insektsart som beskrevs av Rehn, J.A.G. 1914. Atlasacris peculiaris ingår i släktet Atlasacris och familjen vårtbitare. Inga underarter finns listade i Catalogue of Life.